# Sjösävsbock
Sjösävsbock (Donacia impressa) är en skalbaggsart som beskrevs av  Gustaf von Paykull 1799. Den ingår i släktet rörbockar och familjen bladbaggar.

## Beskrivning
Sjösävsbocken är en avlång skalbagge vars kropp, inklusive antenner och ben, är mörkt rödbrunt metallglänsande. Mellankroppen är relativt slät, medan täckvingarna är rynkiga på den inre delen. Kroppslängden är mellan 6,5 och 8,5 mm.

## Utbredning
Utbredningsområdet omfattar de flesta länderna i Nord- och Mellaneuropa inklusive Brittiska öarna och med sydgräns i mellersta Frankrike och nordligaste Italien, samt östgräns i nordvästra Ryssland. Arten finns även i Nordafrika.
I Sverige är arten vanlig i Götaland och Svealand, och förekommer i östra Norrland upp till Norrbotten. I Finland har den observerats från de södra delarna av landet inklusive Åland upp till Norra Savolax. Arten förekommer även i de övriga nordiska länderna och Baltikum. Sjösävsbocken är klassificerad som livskraftig både i Sverige och Finland.

## Ekologi
Arten förekommer bland halvgräs i våtmarker och på sötvattensstränder. Larven lever på rötterna och jordstammarna av sjösäv, eventuellt även andra sävarter som skogssäv. De vuxna djuren, som lever av pollen från olika halvgräsarter, ses ofta under maj till juni på olika strandväxter som sjösäv och starrarter.